# 青鉛筆
青鉛筆（あおえんぴつ）は、朝日新聞の朝刊社会面に連載されているコラム。
1916年3月29日に東京朝日新聞（現朝日新聞東京本社版）で連載開始。時事のネタを取り上げ、その評論やコメントを行う。